# Paracaedicia verrucosa
Paracaedicia verrucosa är en insektsart som beskrevs av Brunner von Wattenwyl 1891. Paracaedicia verrucosa ingår i släktet Paracaedicia och familjen vårtbitare. Inga underarter finns listade i Catalogue of Life.